# 明德爾湖
47°45′16″N 9°1′20″E / 47.75444°N 9.02222°E

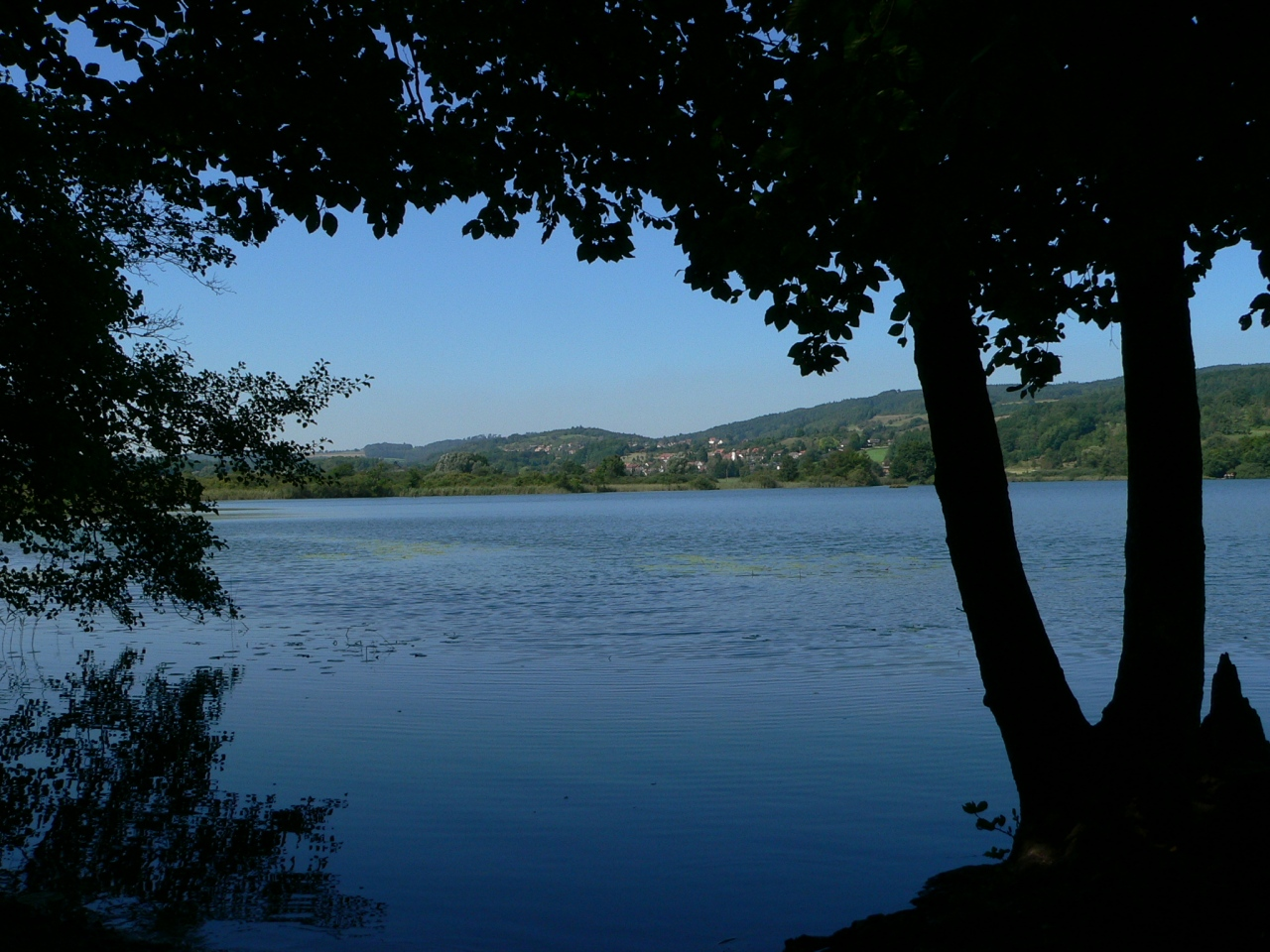

明德爾湖（德語：Mindelsee），是德國的湖泊，位於該國西南部，由巴登-符騰堡州負責管轄，處於博登湖畔拉多爾夫采爾東部，長2.2公里、寬0.6公里，面積1平方公里，海拔高度409米，平均水深8.5米，最大水深13.5米，水體容量874萬立方米。